# Wat zou jij doen?
Wat zou jij doen? is de titel van meerdere soortgelijke Nederlandse televisieprogramma's.
In de jaren 2004-2006 zond de KRO onder deze titel een publieksdiscussieprogramma uit dat werd gepresenteerd door Karin de Groot. In Wat zou jij doen? werden persoonlijke dilemma's uit het dagelijkse leven besproken. Naast uitgenodigde deskundigen was in de studio publiek aanwezig dat meepraatte over het onderwerp. Het programma duurde een half uur en werd uitgezonden op de donderdagavond.
In de periode 2011-2013 zond de NTR onder dezelfde titel een praatprogramma uit waarin kinderen discussieerden over dilemma's als alcoholgebruik, vriendschap en pesten.
Sinds 2019 zendt omroep Human onder de titel Wat zou jij doen? een programma uit waarin kinderen in de leeftijd van tien tot twaalf jaar die een bepaald probleem hebben hulp krijgen van andere kinderen.